# Cinenacional.com
Cinenacional.com (اسپانیایی: Cinenacional.com‎) نام یک درگاه اینترنتی و پایگاه اطلاع‌رسانی دربارهٔ «سینمای آرژانتین» است.
در این وبگاه، طیف وسیعی از اطلاعات گوناگون دربارهٔ فیلم‌های سینمایی، تلویزیونی، هنرمندان سینما و همچنین برنامه‌ها و سریال‌های تلویزیونی ارائه شده است. ساختار این وبگاه شبیه به «بانک اطلاعات اینترنتی فیلم‌ها» است و در آن بیش از ۳۰۰۰۰ مقاله دربارهٔ فیلم‌ها، از دوران صامت به‌بعد، وجود دارد. تا ژوئیه ۲۰۲۲، این سایت ۵۳٬۵۶۷ مقاله در مورد فیلم‌های گوناگون در پایگاه داده خود، ۱۱٬۰۷۴۱۱۰۷۴ برگه اطلاعات فنی و ۲۵٬۴۷۸ عکس داشت. این سایت به طور متوسط روزانه ۱۸٬۰۰۰ بازدید دارد.
هستهٔ مدیریتی این وبگاه، در اوت ۲۰۰۰ میلادی شکل گرفت و از تاریخ ۹ ژوئن ۲۰۰۱ میلادی، بر روی اینترنت قرار گرفت. ۵ سال بعد، فرمانداری بوئنوس آیرس آن را یک «جاذبه فرهنگی» نامید. از سال ۲۰۰۷ میلادی، «مؤسسهٔ ملی فیلم و هنرهای صوتی‌تصویری» در آرژانتین، آن را تحت حمایت و پوشش خود قرار داد.
محتویات این وبگاه به دو زبان اسپانیایی و انگلیسی ارائه و منتشر می‌شود.